# Partenope (Clementino)
Partenope è un singolo del rapper italiano Clementino, pubblicato il 21 dicembre 2020.

## Descrizione
Il brano è un omaggio alla città di Napoli.

## Video musicale
Il videoclip, diretto da Antonio Gerardo Risi, è stato reso disponibile il 28 dicembre 2020 attraverso il canale YouTube del rapper. Il video vede la partecipazione di alcune personalità note di Napoli tra cui Jorit, Cristiana Dell'Anna, Vincenzo Salemme, Joseph Capriati, Diego Armando Maradona Junior, Marco d'Amore e Dries Mertens. Inoltre è presente anche la statua in argilla del calciatore Diego Armando Maradona mentre indossa la maglia n° 10 del club partenopeo realizzata dallo scultore Domenico Sepe.

## Tracce
Testi di Clemente Maccaro, musiche di Daniele Franzese.
1. Partenope – 2:48